# William Fraser Hume
Pour les articles homonymes, voir Hume.
William Fraser Hume (1867–1949) est un géologue britannique spécialisé dans l'Égypte.

## Biographie
Il est né à Cheltenham en Angleterre le 1er octobre 1867, fils de George Hume .
Il fait ses premières études en Russie et au Collège Galliard à Lausanne en Suisse. Il fréquente ensuite le Royal College of Science et le Royal College of Mines de l'Université de Londres sous la direction de John Wesley Judd, obtenant un baccalauréat ès sciences vers 1887. Il commence à enseigner au Royal College of Science en 1890 et obtient un doctorat (DSc) en 1893.
En 1897, il s'installe en Égypte pour participer à une vaste étude géologique de tout le pays et, en 1909, il devient directeur de l'ensemble du Service géologique d'Égypte. En 1910, il est élu Fellow de la Royal Society of Edinburgh  avec comme proposants John Horne, Ben Peach, John Walter Gregory, Sir John Smith Flett et James Ireland .
Pendant la Première Guerre mondiale, il conseille sur l'approvisionnement en eau de l'armée britannique en Égypte et au Moyen-Orient. Il reçoit la médaille Lyell de la Société géologique de Londres en 1919 .
Il est président de la Société royale de géographie d'Égypte de 1926 à 1940 et président de l'Institut d'Égypte en 1928.
Il prend sa retraite en 1927 et retourne en Angleterre dans le Sussex vers 1930 et y meurt le 23 février 1949. Il est enterré au cimetière de Littlehampton .

## Ouvrages
- Vallées du Rift et géologie du Sinaï oriental (1901)
- La topographie et la géologie de la péninsule du Sinaï (1906)
- Rapport sur la région pétrolière d'Égypte (1916)
- Géologie de l'Égypte (1925)
- Gisements de phosphate en Égypte (1927)